# Alessandro Rosi
Alessandro Rosi (né le 28 décembre 1627 à Florence et mort le 19 avril 1697  dans la même ville) est un peintre italien de la période baroque.

## Biographie
Alessandro Rosi a été élève de  Cesare Dandini, et maître d'Alessandro Gherardini.
À partir de 1677 il a dirigé l'Arazzeria Medicea (Tapisserie médicéenne).
Francesco Maria Niccolò Gabburri (1676-1742) dans Vite di pittori a écrit dans la biographie qu'il consacre à l'artiste :

« Dipinse di gran macchia e rilievo e, pure non ostante, comparve tenero, vago e finito, si a olio come a fresco [...] fu di umore lieto e faceto e maestro di Alessandro Gherardini »

Ses tableaux se trouvent parsemés sur toute la Toscane, particulièrement dans les églises de la ville de Prato : un Saint François à la Cathédrale de Prato et diverses fresques dans le Palais Corsini de Florence.
Il a aussi peint pour les Médicis dont Cosme III (dessins pour tapisseries) et Ferdinand II de' Medicis qui lui commanda deux tableaux de Bacchanales.
À partir de 1677 il est commissionné pour des dessins de tapisserie l'arazzeria (Atelier de Tapisserie).
Alessandro Rosi est mort à l'âge de 70 ans, écrasé par une colonne tombée d'une habitation tandis qu'il passait par la Via Condotta à Florence.

## Œuvres

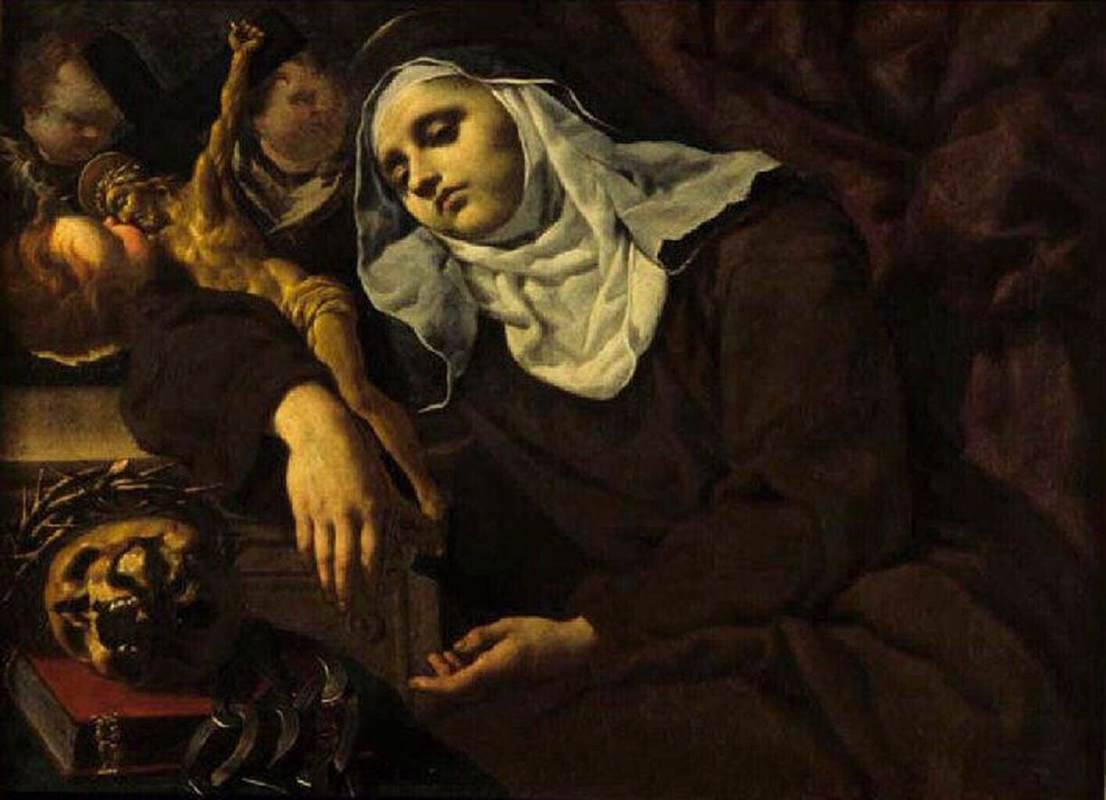
Santa Maria Maddalena de' Pazzi, Musée de Chambery

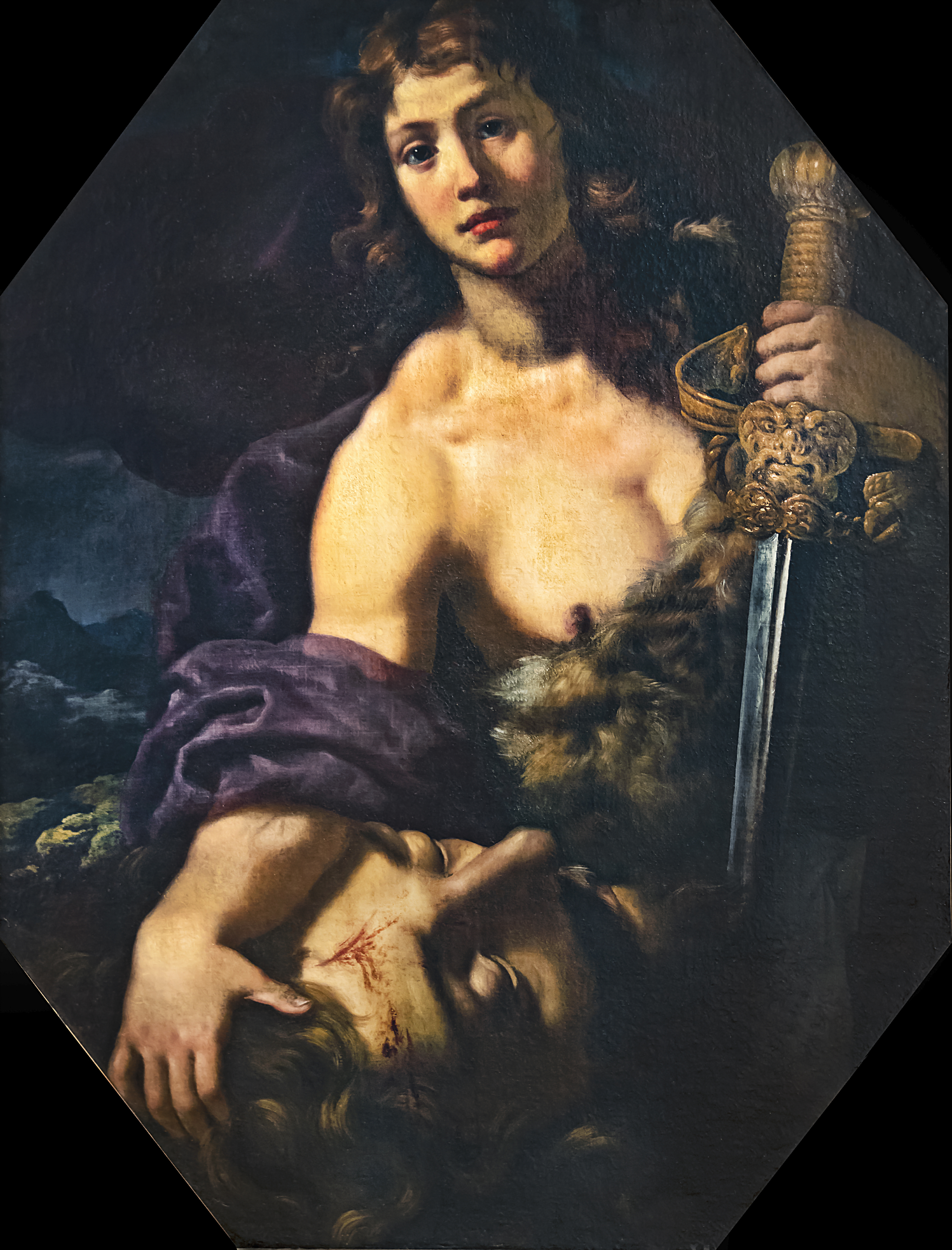
David tenant la tête de Goliath
Collection Motais de Narbonne

- Autoportrait, gravé par Pietro Antonio Pazzi, collaborateur de Giovanni Domenico Campiglia.
- Santa Maria Maddalena de' Pazzi, Musée de Chambery,
- Saint Apollonia, Sotheby's, 29 janvier 2010, New York,
- Allégorie de la Justice, Palais Dorotheum, 12 octobre 2011, Vienne, Autriche,
- Annonciation, Pandolfini, 4 avril 2012, Florence,
- Le Jugement de Pâris, huile sur toile, 72,5 × 58,5 cm.
- L'incrédulité de saint Thomas, Tajan, 21 juin 2010, Paris
- Le Baptême du Christ, huile sur toile 113 × 166 cm, San Pietro à Ripoli, Florence,
- Moïse et les filles de Jethro, huile sur toile 103 × 42 cm, Cassa di Risparmio, Prato.
- Saint Michel et Saint Benoît (v. 1665), église san Clemente, Prato
- Saint Sébastien soigné par sainte Irène, huile sur toile, 131,5 x 167 cm, musée des beaux-arts de Brest[1].
- David tenant la tête de Goliath , huile sur toile, vers 1670, Collection Motais de Narbonne

## bibliographie
- (it) Elisa Acanfora, Alessandro Rosi, Florence, Edifir, 1994.
- (it) R. Contini, Sulle spartizioni del Coccapani: Alessandro Rosi e Luciano Borzone in Paradigma 9 - Studi per Piero Bigongiari in onore dei suoi 75 anni, Florence, 1990
- (it) Francesco Maria Niccolò Gaburri, Vite di pittori

## Sources
- (it) Cet article est partiellement ou en totalité issu de l’article de Wikipédia en italien intitulé « Alessandro Rosi » (voir la liste des auteurs).